# Orchestina pavesiiformis
Espèce
Orchestina pavesiiformis est une espèce d'araignées aranéomorphes de la famille des Oonopidae.

## Distribution
Cette espèce se rencontre en Israël, en Géorgie, en Espagne et au Portugal.
Elle a été introduite aux États-Unis, au Brésil, en Argentine et en Uruguay.

## Description
Le mâle holotype mesure 1,00 mm.

## Systématique et taxinomie
Cette espèce a été décrite par Saaristo en 2007.

## Publication originale
- Saaristo, 2007 : « The oonopid spiders (Aranei: Oonopidae) of Israel. » Arthropoda Selecta, vol. 15, no 2, p. 119-140 (texte intégral).